# Acleris curvalana
Espèce
Acleris curvalana est une espèce nord-américaine de lépidoptères (papillons) de la famille des Tortricidae.

## Description
L'imago a une envergure de 14 mm. Les ailes antérieures sont jaune citron pâle, couvert de rouge ocre vif. La base de l'aile est jaune, tout comme une petite marge le long du termen. Il y a une tache ronde jaunâtre au milieu de l'aile.
Il vole de mars à août.

## Répartition
On recense Acleris curvalana dans les pays suivants :
- au Canada : Alberta, Colombie-Britannique, Manitoba, Nouveau-Brunswick, Ontario, Québec, Saskatchewan, Terre-Neuve-et-Labrador ;
- aux États-Unis : Alabama, Arkansas, Floride, Géorgie, Indiana, Kentucky, Maine, Maryland, Massachusetts, Michigan, Minnesota, Mississippi, New Hampshire, New York, Caroline du Nord, Ohio, Pennsylvanie, Tennessee, Virginie, Virginie-Occidentale, Washington ;
- et en France : Saint-Pierre-et-Miquelon.

## Écologie
La chenille se nourrit des feuilles de chênes (Quercus) et d'églantiers (Rosa) ainsi que de Vaccinium angustifolium, Vaccinium pallidum et Gaylussacia baccata.